# Chu Đống
Chu Đống (chữ Hán: 朱棟; 21 tháng 6 năm 1388 – 14 tháng 11 năm 1414), được biết đến với tước hiệu Dĩnh Tĩnh vương (郢靖王), là hoàng tử của Minh Thái Tổ Chu Nguyên Chương, hoàng đế đầu tiên của nhà Minh.

## Cuộc đời
Chu Đống sinh năm Hồng Vũ thứ 21 (1388), là hoàng tử thứ 24 của Minh Thái Tổ, mẹ là Lưu Huệ phi (刘惠妃), không rõ lai lịch. Năm Hồng Vũ thứ 24 (1391), ông được phong làm Dĩnh vương (郢王) khi mới 4 tuổi. Năm Vĩnh Lạc thứ 6 (1408), dưới thời vua anh, Dĩnh vương chuyển đến thái ấp ở châu An Lục, Hồ Quảng (nay là thành phố Chung Tường, Hồ Bắc).
Dĩnh vương Chu Đống qua đời vào ngày 1 tháng 11 năm Vĩnh Lạc thứ 12 (1414), hưởng dương 27 tuổi, thụy là Tĩnh (簡).

## Gia quyến
Chính phi của Dĩnh vương Chu Đống, Quách thị, là con gái của Doanh Quốc công Quách Anh, một bậc khai quốc công thần, được phong Vương phi năm Vĩnh Lạc thứ ba (1405). Sau khi Dĩnh vương mất, Quách phi treo cổ tự vẫn vào tháng 2 năm sau. Ngoài Quách thị, Chu Đống còn 6 người thiếp khác không rõ tên, được chôn cất trong cùng khuôn viên lăng mộ của ông.
Dĩnh vương chỉ có 3 người con gái khi còn sống, đều do thứ thiếp hạ sinh, là:
1. Quang Hoa Quận chúa (光化郡主), lấy Vương Hùng.
2. Cốc Thành Quận chúa (穀城郡主), lấy Lữ Tín.
3. Nam Chương Quận chúa (南漳郡主), lấy Chu Vận.